# Camponotus macilentus
Camponotus macilentus is een mierensoort uit de onderfamilie van de schubmieren (Formicinae). De wetenschappelijke naam van de soort is voor het eerst geldig gepubliceerd in 1877 door Smith, F..